# Niño Ricardo
Manuel Serrapí Sánchez, conocido artísticamente como Niño Ricardo (Sevilla, 11 de julio de 1904 - 14 de abril de 1972), fue un guitarrista flamenco español considerado como uno de los iniciadores del toque flamenco contemporáneo.

## Trayectoria artística

### Inicios
Nació el 11 de julio de 1904, en la calle Almudena, hoy rotulada con el nombre de Niño Ricardo, situada entre las calles Alhóndiga y Francisco Carrión Mejías de Sevilla (España), en uno de los típicos corrales de vecinos propios de aquella época, donde hoy podemos visitar y contemplar en la fachada del hotel una placa conmemorativa dedicada al Niño Ricardo. 
Su padre, Ricardo Serrapí Torres, charolista y guitarrista, y Antonio Moreno, amigo del padre, fueron sus maestros y quienes lo introdujeron en el mundo del flamenco cuando él solo tenía 13 años, aunque (?) al igual que Ricardo, no quería que se dedicase profesionalmente.
Javier Molina, guitarrista nacido en Jerez, fue quien le dio la primera oportunidad a Niño Ricardo, a sus 14 años, actuando en un tablao flamenco, donde conoció a cantaores que más tarde acompañaría tanto fuera como dentro de España, y sin parar durante el resto de su vida.
A la edad de 20 años comenzó a grabar sus propios discos de pizarra.

### El triunfo del Maestro
Elaboró un estilo totalmente nuevo que revolucionó la guitarra; dejando huella, creando escuela: Más que técnica, que la dominaba perfectamente, él buscaba la modernidad, saliéndose de los cánones y llegando más lejos en las composiciones. Pensaba como músico compositor y no solo como guitarrista. Los dedos ya no estarán supeditados a la lógica mecánica de las digitaciones, sino a la idea musical de la falseta. Quizás porque este planteamiento introducía un nuevo desafío a la técnica de guitarra flamenca de la época,
Fue maestro de muchos guitarristas: Paco de Lucía, Enrique de Melchor, Serranito,... El propio Paco de Lucía manifestó en más de una ocasión que Niño Ricardo “fue el maestro de los guitarristas de nuestra generación. Representaba el no va más de la guitarra flamenca. Aprendimos mucho de él”.
Grabó con los mejores cantaores de la época, como el Porrina de Badajoz, la Niña de los Peines, Pastora, Tomás, Pepe Pinto, Gloria, Vallejo, El Carbonerillo, Mazaco, Antonio Chacón, El Lebrijano, Manuel Mairena (uno de los más logrados), Fernanda y Bernarda, Caracol y Talega, aunque él estimaba a Manuel Torre como su favorito. Estuvo de giras con ellos durante los años 1940, incluso en el concierto de México junto a Sabicas en 1949.
En 1945 sufrió una intervención quirúrgica en la garganta que le dejó con una voz profunda y ronca, aunque esto no le impidió para seguir con su carrera y se reconoce fácilmente en las grabaciones en las que se le oye tararear con su toque.
Creó mucho para grandes cantaores de copla como Juanito Valderrama, con el que compuso su mayor éxito, "El emigrante" o "El rey de la carretera" entre otros. O para Antonio Molina, que compuso y escribió "La madrugá".

### En su memoria
Monumento en su tumba del Cementerio de San Fernando de Sevilla donde se representa a un ángel, con una guitarra entre sus manos alzándola al cielo . Es obra del escultor Sandino y fue financiado con los ingresos de las ventas de un disco homenaje que grabaron en 1972, en el que un grupo de guitarristas, como Paco de Lucía, Sabicas, y su hijo interpretan canciones del Maestro.
En 2005, levantaron un monumento y una placa, en la plaza Cristo de Burgos (Sevilla), cercana a donde nació.

### Su técnica
Los brillantes arreglos de acordes con la mano izquierda y su genio creativo hace de sus falsetas un sonido único y propio. Su mano derecha era única en su constante manipulación de las cuerdas e insistente contrapunto rítmico. El toque de Manuel Serrapí tenía tal carga de motivación musical que no pocos cantaores han reconocido que nunca cantaron mejor que con su acompañamiento: porque era aficionado al cante antes que concertista, porque cantaba con su guitarra para hacer cantar a los demás, sus variaciones siguen siendo fuente inagotable del mejor toque flamenco.
Ha sido uno de los tocaores más sabios de la historia. Daba a cada cante la cadencia que le correspondía, según fuera uno u otro el fandango, o una u otra soleá, y aseguraba que la guitarra era para él una religión. Él decía que La guitarra junto al cante, deben de sostener un diálogo: "Ni el cante debe acallar la guitarra ni ésta salirse al paso del cante". La guitarra flamenca no sería lo que es, si no llega a ser por el Maestro.

### Familia: Niño Ricardo hijo
El hijo de Manuel Serrapí, Niño Ricardo hijo, también fue guitarrista, acompañando también a cantantes como, por ejemplo, a Rocío Jurado, en su época más brillante con su "Como una ola". Se puede escuchar a Niño Ricardo hijo, en el homenaje que le hicieron a Manuel Serrapí.

## Otros datos
- Un certamen de Guitarra Flamenca recibe el nombre del Maestro. Concurso Internacional de Guitarra Flamenca ‘Niño Ricardo’.
- Las uñas del Niño Ricardo crecían hacia arriba, por lo que quizás era el responsable en parte del sonido tan peculiar de su toque.
- El nombre artístico de Manuel Serrapí fue "El niño Ricardo", sin embargo a la hora de componer firmaba con su apellido "Serrapí".
- El fandango es el estilo en el cual Ricardo no tenía rival.
- Supo arrancar a su instrumento la máxima expresividad y que inventó toques nuevos para cada cante, razón por la que está considerado superior a sus propios maestros.
- Se han perdido muchas grabaciones en pizarra que tan sólo quedan en el recuerdo.
- Han sido muchos los guitarristas que tienen grabaciones de obras de Niño Ricardo interpretadas por ellos mismos.
- Michio Hino, reconocido concertista japonés, transcribe las primeras transcripciones de partituras del Niño Ricardo. Llegaron de Japón, bajo libros recopilatorios. Las siguientes desde Francia.
- Katsuhiro Misawa fue el único guitarrista japonés discípulo directo de Ricardo en Sevilla en 1968.
- La SGAE tiene constancia de seis libros sobre partituras de Niño Ricardo.
- En 1972 se reúnen un puñado de ricardistas y graban el disco In Memoriam Niño Ricardo. Con cuyas ventas se pretendía erigir un monumento al maestro y amigo, recientemente fallecido.
- En 2006 se publicó su biografía, «Niño Ricardo. Vida y obra de Manuel Serrapí Sánchez».

## Filmografía escogida
- Niño Ricardo, aparece en muchos episodios del NODO.
- Café de Chinitas, donde también habla.
- El Rey de la Carretera.
- Puente de Coplas.

## Discografía
Se han perdido muchas de las grabaciones, siendo muy valiosas para los seguidores y coleccionistas. Actualmente consta de los siguientes discos, de él como solista, o acompañando a cantaores:

### Solos de guitarra
| Título                                                                |
| --------------------------------------------------------------------- |
| El genio de Niño Ricardo"                                             |
| [[Grandes Figuras del Flamenco (Vol. 11). Niño Ricardo Niño Ricardo]] |
| [[Toques Flamencos de Guitarra. Historia del Flamenco Niño Ricardo]]  |
| Recital de guitarra flamenca                                          |

### Compositor y acompañante
| Título                                                                      |
| --------------------------------------------------------------------------- |
| Grandes maestros de la Guitarra Flamenca. Vol. 2                            |
| Maestros de la guitarra flamenca Vol. 2                                     |
| Rito y geografía del toque. Vol. 1                                          |
| Pa saber de guitarra                                                        |
| Grandes maestros de la Guitarra Flamenca. Vol. 1                            |
| Cantes Gitanos, La Niña de los Peines                                       |
| Cantaores de Época. Campanilleros y otros éxitos                            |
| Antología "La época dorada del flamenco". Vol. 42                           |
| Rito y geografía del toque. Colección completa.                             |
| Por Siguiriyas                                                              |
| Los cantes hispanoamericanos en el mundo del flamenco                       |
| Antología "la época dorada del flamenco". Vol. 21                           |
| Antología "La época dorada del flamenco". Vol. 39                           |
| Antología "La época dorada del flamenco". Vol. 40                           |
| Por Malagueñas, Granaínas y Media Granaína                                  |
| Maestros de la guitarra flamenca Vol. 6                                     |
| Rito y geografía del baile Vol 4.                                           |
| Grabaciones discos pizarra. 1930 - 1940. La Niña de los Peines              |
| Antología del cante flamenco. Flamencología Vol. 2                          |
| Maestros de la guitarra flamenca Vol. 8                                     |
| Villancicos Flamencos. Grabaciones de Discos de Pizarra año 1930-50. Vol 1  |
| Grandes Maestros del flamenco                                               |
| Maestros del cante flamenco Vol. 2                                          |
| Homenaje al Niño Ricardo in memoriam                                        |
| Cantaores de Época Vol. 3                                                   |
| Grabaciones discos pizarra. 1930. Carbonillero                              |
| Grabaciones discos pizarra. 1930 - 1950. Niña de la Puebla                  |
| Antología "la época dorada del flamenco". Vol. 10                           |
| Antología del cante flamenco. Flamencología Vol. 4                          |
| Antología del cante Flamenco. Flamencología Vol. 7                          |
| Antología "la época dorada del flamenco". Vol. 23                           |
| Cinco guitarras históricas                                                  |
| Antología "la época dorada del flamenco". Vol. 4                            |
| Antología "la época dorada del flamenco". Vol. 24                           |
| Flamenco Histórico. Vol. 8                                                  |
| Antología "la época dorada del flamenco". Vol. 5                            |
| Los ases del flamenco. Vol. 1.                                              |
| Grabaciones discos pizarra. 1930. Canalejas de Puerto Real                  |
| Arte Flamenco Vol. 13 Nostalgia (Años 30)                                   |
| Grabaciones discos pizarra. 1935 - 1950. Juanito Valderrama                 |
| Grabaciones discos pizarra. 1930 - 1940. Pepe Pinto                         |
| Antología "la época dorada del flamenco". Vol. 8                            |
| Antología del cante flamenco. Flamencología Vol. 5                          |
| Antología "la época dorada del flamenco". Vol 17                            |
| Gabriel Moreno - Lo aflamencado. Flamencos en los archivos de RTVE. Vol. 11 |
| Vol. 1. Grabaciones de 1920-1940                                            |
| Antología "La época dorada del flamenco". Vol. 3                            |
| Antología "la época dorada del flamenco". Vol. 9                            |
| Maestros del cante flamenco Vol. 1                                          |
| Figuras del cante jondo, El Niño de Gloria                                  |
| Antología "la época dorada del flamenco". Vol. 25                           |
| Cantes antiguos del flamenco, Enrique Morente                               |
| Antología del cante flamenco. Flamencología volumen 6                       |
| Copa Pavón y Llave de Oro del Cante Manuel Vallejo                          |
| Grabaciones discos pizarra. 1930 - 1940 - 1950. Manolo Caracol              |
| El cante flamenco de Manolo Caracol                                         |
| Primeras grabaciones 1924 - 1934 Niño de Marchena                           |
| Flamenco Histórico. Vol. 9                                                  |
| Antología "la época dorada del flamenco". Vol. 7                            |
| Copa Pavón y Llave de Oro del Cante. Vol. 2                                 |
| Cantaores de época. Pepe Marchena. Vol 6                                    |
| La Niña de los Peines y Manuel Vallejo                                      |
| Antología Manolo Caracol                                                    |
| Early Cante Flamenco                                                        |
| Grabaciones discos pizarra. 1945 - 1950. Porrina de Badajoz                 |
| Flamenco viejo. Vol. III                                                    |
| El cante flamenco de Canalejas de Puerto Real                               |
| Cantaores de Época: Pepe Pinto / Niña de los Peines                         |
| Antología de guitarristas flamencos                                         |
| La Perla de Triana y Familia. Grabaciones privadas 1964 - 1968              |
| Niño de Marchena. Vol. 1                                                    |
| El cante flamenco de Manuel Vallejo                                         |
| Cátedra del Cante Vol. 38. El Chato de las Ventas                           |
| Cátedra del Cante Vol. 28. José Cepero                                      |
| Cátedra del Cante Vol. 14. Niño Gloria                                      |